# 6582 Flagsymphony
6582 Flagsymphony eller 1981 VS är en asteroid i huvudbältet som upptäcktes den 5 november 1981 av den amerikanske astronomen Edward L.G. Bowell vid Anderson Mesa Station. Den är uppkallad efter The Flagstaff Symphony Orchestra.
Asteroiden har en diameter på ungefär 19 kilometer.